# Sycoscapter vijayaii
Sycoscapter vijayaii är en stekelart som beskrevs av Priyadarsanan 2000. Sycoscapter vijayaii ingår i släktet Sycoscapter och familjen fikonsteklar. Inga underarter finns listade i Catalogue of Life.